# Hjalmar Lundgren (författare)
Anders Hugo Hjalmar Lundgren, född 16 februari 1880 i Norrköping, död 5 oktober 1953 i Norrköping, var en svensk bibliotekarie och författare.
Hjalmar Lundgren var son till stadskamreraren Johan Edmund Lundgren och Hilma Andersson-Öhrvall. Han studerade vid Uppsala universitet där han blev filosofie kandidat 1903 och filosofie licentiat 1908 samt slutligen 1913 disputerade och blev filosofie doktor på avhandlingen Studier öfver Theophiluslegendens romanska varianter. Han fick parallellt med detta sin första yrkeserfarenhet som bibliotekarie såsom amanuens vid Uppsala universitetsbibliotek.   
Då Lundgren efter disputationen återvände till sin hemstad Norrköping hade förre finansministern Carl Swartz precis till staden donerat fastigheten Villa Swartz med syftet att häri skulle beredas plats för såväl bibliotek som konstmuseum. Lundgren utnämndes till den förste chefen för båda samlingarna och hade dessa uppdrag fram till 1945 (konstmuseet) respektive 1946 (biblioteket). Som pensionär var han från 1948 och till sin död ordförande för Föreningen Gamla Norrköping.
Som författare debuterade Lundgren redan 1909 med diktsamlingen Syrinx, vilken han författade under en sommarvistelse hos kyrkoherden August Hammarström i Kvarsebo. Han varvade därefter skönlitterärt författarskap med reseskildringar, lokal- och kulturhistoriska verk med mera. Han översatte också utländsk (främst fransk) litteratur och redigerade utgåvor av olika historiska handskrifter, bland annat Erik Benzelius d.y.:s Anecdota Benzeliana (1914).

## Kuriosa
Lundgren skall som bibliotekschef ha haft inställningen att ett bibliotek hade "tre naturliga fiender: Fukt, råttor och låntagare, varav låntagarna var värst".